# Erioptera dama
Erioptera dama är en tvåvingeart som beskrevs av Alexander 1958. Erioptera dama ingår i släktet Erioptera och familjen småharkrankar. Inga underarter finns listade i Catalogue of Life.